# Бељарица
Бељарица је мочварно подручје у долини Дунава у Београду. Од 2013. године у процесу је да постане заштићено подручје, а због обиља дивљих животиња и нетакнуте природе, и близине центра Београда, позната је још и као Београдска Амазонија.

## Локација
Налази се северозападно од Београда, у југозападном углу мочвара Панчевачког рита и самим тим стационирана је у региону Баната. Протеже се на пределу 15 km од центра Београда, дуж леве обале Дунава. Бељарица припада градској општини Палилула, иако је ненасељена, административно је подељена између јужног дела насеља Борча, централног дела Ковилова и северног дела Падинске Скеле. Предео Бељарице почиње северно од Пупиновог моста и протеже се уз насеља на левој обали Дунава у Срему, односно кроз Нову Галенику, Батајницу, Нове Бановце и насеље 13. мај.

## Географија
Бељарица заузима мочварни предео између леве обале Дунава и заобљеног насипа који штити исушену и обрадиву земљу у Панчевачком риту. Северни део Бељарице познат је као Широка бара. Површине је 18,6 km² и локално је позната као Црвенка или Балатон. Као издужена поплавна равница уз Дунав, Бељарица представља типичан зелени коридор.

## Дивљи свет
На мочварном подручју пописано је 216 биљних врста, 139 врста инсеката и 98 врста риба. Бељарица је једно од главних мрестилишта и подручја гнежђења птица у Србији. Од 136 врста птица које живе у Бељарици, њих 108 је заштићено. У Бељарици је пописано неколико гнездећих парова највећег европског орла, орла белорепана, као и црна рода која такође настањује ово подручје.
Сисари пописани на подручју Бељарице укључују видру, дивљу мачку, куну златицу, куну белицу, али и нутрију, шакала и дивљу свињу. Укупно је пописано 62 врсте сисара у Бељарици.

## Заштита и људска интеракција
Пошто је Србија потписница Бернске конвенције о очувању европских дивљих врста и природних станишта и Директиве о птицама, држава је дужна да заштити тако обилно станиште птица. Поред тога, с обзиром на то да је Бељарица у процесу да постане заштићено подручје као резерват природе, од 2013. године сматра се заштићеним док Влада Републике Србије не одлучи да ли ће је прогласити резерватом или не. Осим тога, са београдским острвима Велико ратно острво и Мало ратно острво, она чини важно подручје за птице ушћа Саве у Дунав.
Скупштина града Београда је 2015. године гласала о проглашењу резервата Мочвара на левој обали Дунава у Београду, који је чак замишљен као језгро будућег Националног парка Београд, али је предлог повучен пре гласања.
Након што је председник Народне Републике Кине Си Ђинпинг посетио Србију 2016. године, најављено је да ће велика, нова лука Београда бити изграђена на простору Бељарице.
Еколози Србије су протестовали наводећи да ће делимична урбанизација и индустрализација фрагментирати мочвару и да преостале мале мочваре неће моћи да издрже тако богату дивљач. Петиција за очување Бељарице покренута је у јуну 2017. године. Током 2017. године предлог за изградњу нове луке на подручју Бељарице је привремено повучен ради додатних ревизија.

## Занимљивости
Веб-портал Вајс Србија продуцирао је документарни филм Бељарица: Београдска Амазонија, чији аутори су Мишко Билбија и Оливера Марковић, а сценариста Сенка Дамјановић. Филм је добио прву награду у категорији интернет медија Регионалног центра за Централну и Источну Европу.
Бељарице, или плићак код Бељарица, могао је бити тешкоћа за речни саобраћај. Нпр. када је почетком новембра 1921. бивши аустроугарски цар Карло био транспортован низ Дунав бродом HMS Glowworm, накратко је био "насео" на плићаку.

## Галерија
- Предео дуж пешачке стазе
- Гнездо лабуда у рукавцу
- Ветрозаштитни појас
- кубици
- кубици
- Велике беле чапље, мале беле чапље и црне роде
- Сиве чапље
- Јато крџа̂
- Срндаћ
- Поглед на бељаричке кубике
- Лабудови
- Ражњеви
- Сива чапља
- Жута чапља
- Чапље и велики вранци
- Једна од ловачких че̂ка
- Пејзаж Бељарице